# NTSC
NTSC (произнася се „ен-ти-ес-си“) е система за аналогова телевизия, която се употребява в САЩ, Канада, Япония, Мексико, Филипинските острови, Южна Корея, Тайван и някои други държави, най-вече в двете Америки. Наречена е на Националния комитет за телевизионна система (National Television System Committee), службата, която приема стандарта.

## Технически подробности

### Редове и скорост на опресняване
Цветно кодиране NTSC се използва с форматът „M“ (вж. телевизионни системи), който се състои от 30/100,1% (или приблизително 29,97) презредови видео-кадъра за една секунда. Всеки кадър се състои от общо 525 екранни реда, от които 486 съставят видимия растер. Останалите (VBI, или „интервал на вертикално прекъсване“) се използват за синхронизация и вертикално препокриване и могат да съдържат други данни като вградени субтитри и код за време (VITC). В пълния растер (игнорирайки полуредовете), четно номерираните или „долни“ екранни редове (редове 21 до 263 във видео-сигнала) се „рисуват“ в първото поле, а нечетните или „горни“ екранни редове (сигнални редове 283 до 525) се рисуват във второто поле, за да се получи нетрептящ образ с честота на опресняване на полетата приблизително 59,94 херца (всъщност 60 Hz/100,1%). За сравнение, PAL използва 625 реда (от които 576 видими) и поради това има по-голяма вертикална резолюция, но по-ниска времева (темпорална) резолюция от 25 кадъра или 50 полета в секунда.
Първоначално честотата на опресняване на NTSC е точно 60 Hz в черно-бялата система, като е избрана, защото съвпада с честотата от 60 Hz на променливия ток използван в САЩ. Съизмеряването на честотата на опресняване на полетата с тази на енергоизточника помага за избягването на вълнови смущения, които създават въртящи се блокове на екрана. По случайност синхронизирането за двете честоти допринася и за възможността на т.нар. „кинескопни“ кинокамери да записват ранните преки телевизионни предавания, тъй като се оказва просто да се синхронизира филмова камера така, че да записва един видео-кадър на всеки филмов кадър, като честотата на променливия ток се използва за активиране на затвора на камерата.
Броят от 625 реда е избран вследствие на ограниченията на тогавашните технологии, основани на вакуумна тръба. В ранните ТВ системи главен осцилатор, контролиран от волтаж, действа на честота два пъти по-голяма от тази на хоризонталните редове, и тази честота се рязделя на броя използвани редови (тук 525), за да се получи честотата на полетата (60 Hz в този случай). Тя от своя страна се сравнява с честотата от 60 Hz на енергоизточника и всички несъответствия се коригират посредством настройка на главния осцилатор.
Единствения практичен метод за разделяне на честоти по онова време е употребата на мултивибратори, които могат да делят само на малки числа. За презредово сканиране е бил нужен нечетен брой редове за кадър, за да съвпадне разстоянието на вертикално препокриване за нечетните и четните полета; допълнителният нечетен ред ще рече, че едно и също разстояние се минава при препокриване от последния нечетен ред до първия четен и от последния четен до първия нечетен, което опростява електросхемите за препокриване. Това означавало, че била необходима верига от мултивибратори, всеки от които трябвало да дели на малко, нечетно число. (Забележете, че нечетно число никога не се дели на четно число.) Най-близката до 500 практична последователност от множители била 3 × 5 × 5 × 7 = 525. На подобен принцип, британската 405-редова система използва 3 × 3 × 3 × 3 × 5, а 625-редовия PAL използва 5 x 5 x 5 x 5. Въпреки че и други стойности са теоретично възможни, всички те включват деление на неприемливо големи числа като 13 и 17, което създава проблеми с надеждността на системата. Съвременните системи вземат всички свои честоти от тази на цветовия подносител.
В цветната система честотата на опресняване е преместена леко надолу до 59,94 Hz, за да се елиминират постоянните точкови последователности в цветовия носител.